# Димче Берберчето
Диме (Димче) Стоянов, известен като Берберчето, Бербера, или Драйфус, е български революционер, войвода на Вътрешната македоно-одринска революционна организация.

## Биография
Димче Берберчето е роден в 1875 година в град Велес. По професия е бръснар (берберин). Влиза във ВМОРО, първоначално като терорист. В 1900 година убива агента на сръбската пропаганда Тонче Султанчев и става нелегален четник при Гоце Делчев в Щипско. В 1901 година е осъден задочно на смърт от властите. От лятото на 1902 година действа в Кратовско като самостоятелен войвода. В едно от сраженията загива брат му Андрей. Взима участие в Иленденско-Преображенското въстание в 1903 година.
Умира от туберкулоза в Рилския манастир в 1910 година.